# Winnie Puuhs Gruselspaß mit Heffalump
Winnie Puuhs Gruselspaß mit Heffalump (Originaltitel: Pooh’s Heffalump Halloween) ist eine Direct-to-DVD-Produktion der Walt Disney Studios aus dem Jahr 2005. Regie führten Saul Andrew Blinkoff und Elliot M. Bour. Der Film basiert auf den Kinderbüchern Pu der Bär von Alan Alexander Milne.

## Inhalt
Lumpi aus dem Film Heffalump – Ein neuer Freund für Winnie Puuh erlebt sein erstes Halloween im Hundertmorgenwald. Alles beginnt damit, dass Tigger von einem gruseligen Gespenst namens Gubold erzählt, das jeden in einem Kürbis verwandelt und dem, der ihn fängt, einen Wunsch erfüllt. Somit beschließen die Einwohner des Hundertmorgenwaldes, das Schreckgespenst zu fangen, um durch den Wunsch aus diesem Halloween einen Erfolg zu machen.

## Sonstiges
Winnie Puuhs Gruselspaß mit Heffalump ist der letzte Film, in dem John Fiedler Ferkel die Stimme leiht. Aufgrund einer Krebserkrankung starb Fiedler am 25. Juni 2005 in Englewood, New Jersey.

## Synchronisation
| Rolle       | Englischer Sprecher |
| ----------- | ------------------- |
| Winnie Puuh | Jim Cummings        |
| Tigger      | Jim Cummings        |
| Ferkel      | John Fiedler        |
| Lumpi       | Kyle Stanger        |
| Ruh         | Nikita Hopkins      |
| Rabbit      | Ken Samson          |